# USS Houston (CA-30)
USS Houston (CL/CA-30) — тяжёлый крейсер типа «Нортхэмптон» ВМС США. Второй корабль ВМС, называвшийся «Хьюстон». Спущен на воду компанией Newport News Shipbuilding & Dry Dock Company, Ньюпорт-Ньюс, Вирджиния, 7 сентября 1929 года, крещённый Элизабет Холкомб (дочерью Оскара Холкомба, тогдашнего мэра Хьюстона, штат Техас), и введён в эксплуатацию 17 июня 1930 года под командованием капитана Джесси Бишопа Гея.
Первоначально корабль классифицировался как лёгкий крейсер (номер корпуса CL-30). «Хьюстон» был переименован в тяжёлый крейсер (CA-30) 1 июля 1931 года, поскольку положения Лондонского военно-морского договора 1930 года рассматривали корабли с 8-дюймовыми (20,3 см) орудиями главного калибра как тяжёлые крейсера.

## Межвоенный период
Проведя рейд по Атлантике, «Хьюстон» вернулся в Соединённые Штаты в октябре 1930 года. Затем он посетил свой одноимённый город и присоединился к флоту на Хэмптон-Роудс. Крейсер отплыл в Нью-Йорк 10 января 1931 года и после остановки в Панамском канале и Гавайских островах 22 февраля прибыл в Манилу. «Хьюстон» стал флагманом Азиатского флота по прибытии и в течение следующего года участвовал в учебных операциях на Дальнем Востоке.
С началом войны между Китаем и Японией в 1931 году «Хьюстон» отправился 31 января в Шанхай для защиты американских интересов. Он высадил взводы морской пехоты и военно-морского флота, чтобы помочь стабилизировать ситуацию, и оставался в этом районе, за исключением отплытий на Филиппины в марте и в Японию в мае 1933 года. Крейсер отправился в Сан-Франциско, чтобы присоединиться к разведывательным силам, и в годы, предшествовавшие Второй мировой войне, участвовал в задачах флота и манёврах в Тихом океане.
В этот период «Хьюстон» совершил несколько специальных круизов. Президент Франклин Рузвельт поднялся на борт 1 июля 1934 года в Аннаполисе, штат Мэриленд, для круиза длиной почти 12 000 морских миль (14 000 миль; 22 000 км) через Карибское море и Портленд, штат Орегон, через Гавайи. «Хьюстон» также вёз помощника министра военно-морского флота Генри Л. Рузвельта в турне по Гавайским островам, вернувшись в Сан-Диего 15 мая 1935.
После короткого круиза в водах Аляски крейсер вернулся в Сиэтл и 3 октября снова принял президента на борт для круиза на остров Седрос, залив Магдалена, Кокосовые острова и Чарльстон, Южная Каролина. «Хьюстон» также присутствовал на открытии моста Золотые ворота в Сан-Франциско 28 мая 1937 года и доставил президента Рузвельта на смотр флота в тот же город 14 июля 1938 года. 24-дневный круиз Рузвельта на борту «Хьюстона» завершился 9 августа 1938 года в Пенсаколе, штат Флорида.
«Хьюстон» стал флагманом флота США 19 сентября, когда контр-адмирал Клод К. Блох поднял свой флаг на борт, и сохранял этот статус до 28 декабря, когда крейсер вернулся в Разведывательные силы. Продолжая учения, он приступил к выполнению задачи XX флота 4 января 1939 года из Сан-Франциско, отплыл в Норфолк и Ки-Уэст, где на время учений отправились президент и начальник военно-морских операций адмирал Уильям Д. Лихи. Он прибыл в Хьюстон 7 апреля для краткого визита, прежде чем вернуться в Сиэтл, куда он прибыл 30 мая.
Назначенный флагманом Гавайского отряда, крейсер прибыл в Пёрл-Харбор после капитального ремонта 7 декабря 1939 года и оставался в этом качестве до возвращения на остров Мар 17 февраля 1940 года. После отплытия на Гавайи он отбыл на Филиппинские острова 3 ноября. Прибыв в Манилу 19 ноября, он стал флагманом адмирала Томаса Харта, командующего Азиатским флотом.
Незадолго до начала войны на Тихом океане на военно-морскую верфь Кавите на Филиппинах были отправлены пять четырёхорудийных зенитных пушек калибра 1,1"/75; четыре из них были установлены на борту «Хьюстона» для усиления противовоздушной обороны корабля.

## Вторая мировая война
Поскольку военный кризис углублялся, адмирал Харт развернул свой флот в готовности. В ночь нападения на Пёрл-Харбор «Хьюстон» отплыл с острова Панай с подразделениями флота, направляющимися в Дарвин, Австралия, куда он прибыл 28 декабря 1941 года через Баликпапан и Сурабаю. После патрулирования он присоединился к американо-британско-голландско-австралийским военно-морским силам (ABDA) в Сурабае.

### Битва в Макассарском проливе
Воздушные налёты были частыми в этом районе, и артиллеристы «Хьюстона» сбили четыре японских самолёта в битве в Макассарском проливе 4 февраля 1942 года, когда адмирал Карел Доорман из Королевского флота Нидерландов отплыл со своими силами, чтобы вступить в бой с японцами, которые, как сообщается, находились в Баликпапане. Хьюстон получил одно попадание, выведя из строя башню номер три, а крейсер USS Marblehead был настолько повреждён, что его пришлось отправить из района боя. Доорман был вынужден отказаться от своего наступления.

### Тиморский конвой
USS Houston сопровождал тиморский конвой в феврале 1942 года.
«Хьюстон» прибыл в Тджилатьяп  5 февраля и оставался до 10 февраля, когда он отплыл в Дарвин, чтобы сопровождать конвой с войсками для усиления сил, уже защищающих Тимор. Сопровождая USAT Meigs, SS Mauna Loa, SS Portmar и SS Tulagi, Хьюстон с эсминцем USS Peary и шлюпами HMAS Warrego и HMAS Swan покинули Дарвин до двух часов ночи 15 февраля, направляясь в Купанг. К одиннадцати утра конвой выследила японская летающая лодка, которая сбросила несколько бомб, не причинив ущерба, прежде чем улететь. На следующее утро другой самолёт-разведчик занял позицию, и до полудня конвой был атакован бомбардировщиками и летающими лодками. Во время первой атаки «Мауна-Лоа» получил незначительные повреждения и две жертвы, один человек был убит и один ранен. Пожар на «Хьюстоне» не имел последствий. Во время второй атаки «Хьюстон» отличился шквалом, который сделал его «похожим на пламя». При этом он сбил 7 из 44 самолётов. Конвой продолжал идти в направлении Тимора в течение нескольких часов, при этом Хьюстон запустил самолёт-разведчик, искавший позицию противника. Американо-британско-голландско-австралийские военные-морские силы подозревали о присутствии японских авианосцев, неизбежном вторжении в Тимор и судах поддержки, находившихся в засаде, и поэтому приказали конвою вернуться в Дарвин, которого он достиг до полудня 18 февраля.
«Хьюстон» и «Пири» отбыли позже в тот же день, чтобы воссоединиться с боевыми силами в Тджилатьяпе. Вскоре после отбытия «Пири» начал преследование неизвестной подводной лодки и израсходовал при этом так много топлива, что эсминец вернулся в Дарвин. Таким образом, Хьюстон избежал нападения японцев на Дарвин 19 февраля, в котором «Пири», «Мейгс» и «Мауна-Лоа» были среди потопленных кораблей, а «Портмар» был вынужден выброситься на берег.

### Битва в Яванском море
Получив известие о том, что основные силы японского вторжения приближаются к Яве под защитой надводного подразделения, адмирал Доорман решил напасть и попытаться уничтожить главный конвой. Выйдя в море 26 февраля 1942 года с крейсерами HMAS Perth, HNLMS De Ruyter, HMS Exeter, HNLMS Java и десятью эсминцами, он встретил японские силы поддержки под командованием адмирала Такео Такаги, состоящие из четырёх крейсеров и 13 эсминцев во второй половине дня 27 февраля 1942. Когда японские эсминцы поставили дымовую завесу, крейсера обоих флотов открыли огонь. После одной неэффективной торпедной атаки японские лёгкие крейсера и эсминцы предприняли вторую и потопили эсминец HNLMS Kortenaer. HMS Exeter и эсминец HMS Electra были поражены огнём, последний затонул вскоре после этого. В 17:30 адмирал Доорман повернул на юг к побережью Явы, не желая отвлекаться от своей главной цели — уничтожения конвоя.
Союзный флот уклонился от очередной торпедной атаки и последовал за ним, во время этого эсминец HMS Jupiter был потоплен либо миной, либо внутренним взрывом. Эсминец HMS Encounter отделился, чтобы забрать выживших с HNLMS Kortenaer, и американским эсминцам было приказано вернуться в Сурабаю, поскольку они выпустили все свои торпеды. Не имея помощи от эсминцев, четыре оставшихся корабля Доормана снова повернули на север в последней попытке остановить вторжение на Яву. В 23:00 крейсера вновь столкнулись с японской надводной группой. Плывя параллельными курсами, противоборствующие подразделения открыли огонь, а японцы через 30 минут предприняли торпедную атаку. «Де Рёйтер» и «Ява» попали под атаку 12 торпед, что привело к их уничтожению. Прежде чем «Де Рюйтер» затонул, Доорман приказал «Хьюстону» и «Перту» отойти в Танджунг-Приок.
Это сражение стало крупнейшим надводным сражением со времён Ютландского сражения в Первой мировой войне. Два крейсера и три эсминца военно-морских сил ABDA были потоплены, крейсер HMS Exeter был повреждён, а остальным кораблям было приказано вернуться в Сурабаю и Танджонг-Приок.

### Битва в Зондском проливе
«Хьюстон» и «Перт» достигли Танджунг-Приока 28 февраля, где они попытались пополнить запасы, но были встречены нехваткой топлива и отсутствием боеприпасов. Двум крейсерам было приказано плыть в Тджилатьяп с голландским эсминцем Evertsen, но они отправились в 17:00 без эсминца. Союзники считали, что Зондский пролив свободен от вражеских судов, а последние разведывательные донесения указывали, что японские военные корабли были не ближе 50 миль (80 км), но крупные японские силы собрались в заливе Бантам. В 23:06 оба крейсера находились у мыса Святого Николая, когда наблюдатели на «Перте» заметили неопознанный корабль; когда стало ясно, что это японский эсминец, «Перт» вступил в бой. Однако, когда это произошло, появились несколько японских военных кораблей и окружили два корабля союзников.
Два крейсера уклонились от девяти торпед, выпущенных эсминцем «Фубуки». Согласно отчётам ABDA после боя, крейсера, как сообщается, потопили один транспорт и вынудили три других выброситься на берег, но были заблокированы от прохождения через Зондский пролив эскадрой эсминцев, и им пришлось бороться с тяжёлыми крейсерами «Могами» и «Микума» в непосредственной близости. В полночь «Перт» попытался прорваться сквозь эсминцы, но был поражён четырьмя торпедами в течение нескольких минут, а затем подвергся стрельбе с близкого расстояния, пока не затонул в 00:25 1 марта.
На борту «Хьюстона» снаряды были в дефиците в передних турелях, поэтому экипаж перенёс снаряды из отключённой башни номер три в передние турели. Крейсер был поражён торпедой вскоре после полуночи и начал терять ход. Артиллеристы «Хьюстона» попали по трём разным эсминцам и потопили тральщик, но их корабль был поражён ещё тремя торпедами в быстрой последовательности. Капитан Альберт Рукс был убит разорвавшимся снарядом в 00:30, и когда корабль остановился, японские эсминцы подошли, расстреливая палубы и людей в воде. Несколько минут спустя, "Хьюстон" перевернулся и затонул. Из 1061 человека на борту 368 выжили, в том числе 24 из отряда морской пехоты из 74 человек, но были захвачены японцами и интернированы в лагеря для военнопленных. Из 368 военнослужащих ВМС и морской пехоты, взятых в плен, 77 (21 %) погибли в плену.

### Последствия
Судьба «Хьюстона» не была полностью известна миру в течение почти девяти месяцев, и полная история его последнего боя не была рассказана до тех пор, пока выжившие не были освобождены из лагерей военнопленных в конце войны. До этого, 30 мая 1942 года, 1000 новобранцев для военно-морского флота, известных как «Хьюстонские добровольцы», были приведены к присяге на церемонии посвящения в центре Хьюстона, чтобы заменить тех, кто считался потерянным на «Хьюстоне». 12 октября 1942 года лёгкий крейсер «Виксбург» (CL-81), строившийся в то время, был переименован в «Хьюстон» в честь старого корабля.
Наши враги дали нам шанс доказать, что будет ещё один USS Houston, и ещё один USS Houston, если это станет необходимым, и ещё один USS Houston, пока американские идеалы находятся под угрозой. — президент Франклин Рузвельт:
Капитан Рукс получил посмертно Медаль Почёта за свои действия. Капеллан Джордж С. Рентц, который сдал свой спасательный жилет молодому моряку после того, как оказался в воде, был посмертно награждён Военно-морским крестом. Он был единственным военно-морским капелланом, удостоенным такой чести во время Второй мировой войны.
Экипаж «Хьюстона» почитается наряду с экипажем «Перта» в Храме памяти в Мельбурне, Австралия, и в англиканской церкви Святого Иоанна во Фримантле.

### Исследования затонувшего корабля
В ходе учебной тренировки, проведённой в рамках серии учений Cooperation Afloat Readiness and Training (CARAT) 2014, водолазы ВМС США при содействии персонала индонезийского флота обследовали то, что они считали затонувшим кораблём «Хьюстон» в июне 2014 года. Цель миссии состояла в том, чтобы определить состояние судна и обеспечить реальную подготовку спасательных водолазов в маневрировании вокруг затонувшего корабля. Официальный отчёт был опубликован в августе 2014 года и подтвердил, что затонувший корабль действительно является «Хьюстоном». В отчёте также говорилось, что за эти годы обломки подверглись незаконному разграблению, включая удаление заклёпок и стальной пластины из корпуса. Расследование также зафиксировало активную утечку нефти из топливных баков корабля. Ещё одно обследование произошло в октябре 2015 года, когда водолазы ВМС США и ВМС Индонезии поднялись на борт USNS Safeguard для девятидневного обследования погибших в Зондском проливе крейсеров ВМС. Дайверы задокументировали состояние двух кораблекрушений, и эти данные были представлены на конференции в Джакарте по сохранению и предотвращению незаконного разграбления мест кораблекрушений военного времени.

## Награды
- Медаль Американской службы обороны с застёжкой «ФЛОТ»
- Медаль Азиатско-Тихоокеанской кампании с двумя боевые звезды
- Медаль победы во Второй мировой войне